# Sudár orsócsiga
A sudár orsócsiga vagy tömzsi orsócsiga (Vestia gulo) a Kárpátok erdeiben élő szárazföldi csigafaj.

## Megjelenése
A sudár orsócsiga háza nyújtott orsó alakú, 16–20 mm magas és 3,9-4,7 mm széles, 10-12 közepesen domború kanyarulatból áll. A héja sárgás- vagy vörösbarna, jól láthatóan bordázott. Szájadéka bal felső részén kiöblösödik és egy darab fogszerű lemezt formáz. Rokonaihoz hasonlóan ajtóval (clausilium) tudja bezárni a háza bejáratát. Az állat háta sötét-, talpa világosszürke. 

## Elterjedése és életmódja
Kárpáti faj, főleg Erdélyben és Dél-Lengyelországban elterjedt (de a Tátrában nem)
Hegyi erdőkben nedves élőhelyeken, patakpartokon található meg, főleg a kövek és korhadó ágak, fatörzsek alatt vagy az avarban. A nagyobb folyókat elkerüli.
Lengyelországban április-augusztus (de főleg május-június) között szaporodik. Félig elevenszülő, megtermékenyített petéit sokáig az uterusban tartja és kikelésük előtt 7-10 nappal rakja le őket. Egyszerre 6-15 darab, kissé ovális petét rak. A kikelő csigák megeszik a pete burkát és néha a mellettük lévő testvéreiket is. Laboratóriumi körülmények között átlagosan 5 hónap alatt nőnek meg végleges méretükre. Élettartamuk 3-4 év.
Magyarországon védett, természetvédelmi értéke 5000 Ft.